# Теліженко Микола Матвійович
Микола Матвійович Теліженко (16 березня 1951, Звенигородка — 3 травня 2024) — радянський і український скульптор, графік. Народний художник України (2021), член Національної спілки художників України (1987) та Національної спілки майстрів народного мистецтва України.

## Життєпис
Микола Теліженко народився 16 березня 1951 року у місті Звенигородці Черкаської області. Закінчив Вижницьке училище ужиткового мистецтва. У 1978 році закінчив Львівський державний інститут прикладного та декоративного мистецтва. Педагоги з фаху — В. Борисенко, В. Овсійчук, М. Курилич. З 1979 року жив та працював у Черкасах.
З 1987 року член Національної спілки художників України. Заслужений художник України. Учасник багатьох міжнародних конкурсів та симпозіумів по скульптурі.

## Творчість
Працював в галузі декоративно-прикладного мистецтва. Основні твори:
- панно «Свято врожаю» (1984);
- панно «Осінні перевесла» (1986);
- «Струни Дніпра» (1990);
- панно «Байда-Вишневецький» (2001).

У Черкасах його мозаїчні панно прикрашають магазин «Рубін» («Козак Мамай») і естраду дитячого парку (мозаїка «Скоморохи»). На школі в селі Будище Черкаського району він виконав найбільший в Україні мозаїчний портрет Тараса Шевченка. Художник є автором іконостасу Покровської церкви в Черкасах та ікон у Іллінській церкві в Суботові. Він співавтор пам'ятника жертвам Чорнобильської трагедії в Соборному сквері (колишньому Першотравневому парку) Черкас, меморіальних знаків (хрестів), встановлених на могилі гетьмана України Петра Дорошенка (село Ярополче Московської обл.) та на символічній могилі Нестора Махна у Гуляйполі.
Автор пам'ятників учасникам антибільшовицького селянського повстання 1920 року в с. Легедзине та жертвам голодомору 1932 — 1933 рр., що споруджений у Бельгії, в місті Рейн.
Автор прапора Черкас, герба Черкащини і деяких районів області.

## Родина
Дружина — Олександра Василівна (1952 р.н.) — Заслужений художник України; донька Леся та син Тарас.

## Нагороди
- Народний художник України (23 серпня 2021) — за значний особистий внесок у державне будівництво, зміцнення обороноздатності, соціально-економічний, науково-технічний, культурно-освітній розвиток Української держави, вагомі трудові досягнення, багаторічну сумлінну працю та з нагоди 30-ї річниці незалежності України[3]
- Орден «За заслуги» ІІІ ступеня (25 грудня 2009) — за вагомий особистий внесок у розвиток культурно-мистецької спадщини України, високу професійну майстерність та активну участь у проведенні Фестивалю мистецтв України[4]
- Заслужений художник України (26 червня 2006) — За вагомий особистий внесок у державне будівництво, утвердження конституційних прав і свобод громадян, соціально-економічний і духовний розвиток України[5]